# Cieszyn (stad)
Cieszyn ['ʨɛʃɨn] (Duits: Teschen) is een stad in het zuiden van Polen, gelegen in de woiwodschap Silezië. De stad is het in Polen gelegen deel van de Pools-Tsjechische dubbelstad Cieszyn / Český Těšín.

## Geschiedenis
Cieszyn en Český Těšín vormden samen de stad Teschen. Na de Eerste Wereldoorlog betwistten Polen en Tsjecho-Slowakije elkaar de stad, waarna die uiteindelijk in twee delen werd verdeeld.

## Geboren in Teschen
- Carl Friedrich Kotschy (1789-1856), botanicus en theoloog
- Aartshertog Friedrich von Österreich (1856-1936), hertog van Teschen en maarschalk in het opperbevel van het Oostenrijks-Hongaarse leger
- Hermann Heller (1891-1933), staatsrechtsgeleerde
- Viktor Ullmann (1898-1944), componist en dirigent
- Max Rostal (1905-1991), muziekpedagoog
- Herbert Czaja (1914-1997), Duits CDU-politicus in de Bondsdag, voorzitter van de Bund der Vertriebenen
- Inge Mahn (1943), academisch beeldhouwster in Duitsland
- Sławomir Kohut (1977), wielrenner
- Magdalena Gwizdoń (1979), biatlete
- Ireneusz Jeleń (1981), voetballer
- Mateusz Ligocki (1982), snowboarder
- Piotr Żyła (1987), schansspringer
- Kacper Kostorz (1999), voetballer

## Verkeer en vervoer
- station Cieszyn
- station Cieszyn Marklowice
- station Cieszyn Mnisztwo
- station Czeski Cieszyn